# 멘투호테프 2세

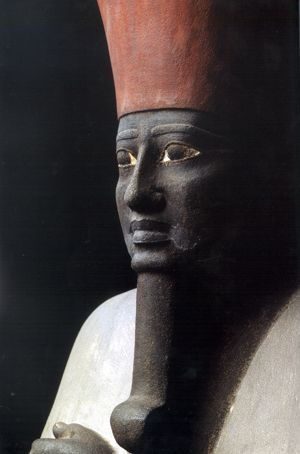

멘투호테프 2세(재위기간 기원전 2060년 ~ 기원전 2010년)는 이집트 제11왕조의 파라오로, 제1중간기의 혼란을 끝내고 상하 이집트를 통일하였다. 그의 이름은 '멘투(테베의 전쟁신)가 만족하신다'라는 뜻이다. 즉위명은 네브헤테프레로 '레가 기뻐하신다'라는 뜻이다.
멘투호테프는 인테프 3세와 이아(Iah)의 아들이었으며, 그 자신은 '왕의 어머니'로 불린 템(Tem)을 비롯하여 다섯 명의 아내를 두었다. 부인들과의 사이에 멘투호테프 3세를 낳았다. 토리노 파피루스에 따르면 총 51년을 다스렸다.

## 통일과 군사행동
재위 14년, 아비도스에서 반란이 일어났다. 이 반란은 이집트 제10왕조와 관련이 있는 것이었는데, 이를 성공적으로 진압함으로써 통일의 기반이 놓였다.
정확히 어느 시기에 통일을 한 것인지는 알려져 있지 않으나, 재위 39년에 "두 땅을 통일한 자"라는 칭호를 쓴 것이 알려져 있다.
같은 해에 멘투호테프는 나일강의 제1폭포를 지나 누비아로 원정을 떠났다. 이때 그는 제1폭포 남쪽으로 27km 떨어진 아비스코까지 진격하였다고 한다. 또한 팔레스타인 지역까지 원정한 흔적이 남아 있다.

## 통치
멘투호테프는 전쟁에 능한 파라오답게 전쟁과 관련된 유물을 남겼다. 미국의 고고학자 허버트 윈록은 멘투호테프 신전 근처에서 대형 무덤을 발견하였다. 이 무덤은 수십 명의 전사자들의 무덤이었는데, 집단적인 전쟁 묘지로는 매우 이른 시기의 것으로 평가된다.
이 외에 멘투호테프는 나라를 재정비하고 재상을 두었는데, 아크토이라는 재상은 누비아 원정에 동참하기도 했다고 한다.

## 무덤
멘투호테프의 무덤은 테베의 서안에 위치한 다이르알바하리(Dayr al-Bahri)에 있다. 그의 선왕들은 모두 이 근처에 묻혔다. 이 지역 근처에 훗날 왕들의 골짜기(Valley of the Kings)가 들어서며, 대표적으로 하트솁수트의 무덤이 건설된다.
멘투호테프의 무덤 신전으로 들어가면, 석조 좌상이 등장한다. 석조 좌상은 하얀 색 왕위 갱신제 복장과 하이집트를 상징하는 빨간 관을 쓰고 있으며, 얼굴은 오시리스를 상징하고 있다.
그의 무덤 근처에는 멘투호테프를 모셨던 다기 등의 무덤이 있다.
이 외에도 그는 아비도스, 덴데라 등 다른 여러 도시에 자신의 기념물 등을 세웠다.
| 전임 인테프 3세 | 제5대 이집트 제11왕조의 파라오 기원전 2060년 ~ 기원전 2010년 | 후임 멘투호테프 3세 |